# نيني مارشال
ماريانا ايستر ترافيزو (بالإسبانية: Niní Marshall) أو كما تعرف باسمها الفني نيني مارشال هي ممثلة كوميدية وهزلية أرجنتينية، كما أنها كاتبة سيناريو. لقبت بشابلن ذي التنورة، كذلك سُميت باسم سيدة الفكاهة. 

## حياتها وعملها
ولدت نيني في بيونس آيرس لأبويها؛ بيدرو وماريا أنخيلا ترافيزو، لأسرة ثرية من روساريو، عام 1903 م. وبسبب موت والدها وهي في عمر الشهرين، تربت في كنف والدتها وهي التي أطلقت عليها اسمها الذي عُرفت به نيني. عندما أصبحت نيني مارشال في عمر المراهقة، عادت العائلة لتسكن في بيونس آيرس تحديدا في حي كاباشيتو، كما بدأت آنذاك عملها في مجال الإعلان. بعد ذلك، قابلت نيني زوجها المستقبلي المهندس فيلبي إيدلمان، وذلك عندما كانت في سنتها الأخيرة في المدرسة الثانوية؛ ليتزوجوا بعد ذلك في عام 1922؛ أي بعد أشهر قليلة من ولادة ابنتهما أنخليس. وبعد هذه المناسبة السعيدة لنيني، توفيت والدتها، ومع ذلك فإن المأساة تتضاعف وينزلق فيليبي إلى إدمان القمار . وبسبب الإفلاس الاقتصادي، فقد انفصل الزوجان بعد فترة قصيرة من زواجهما، كما تزوجت نيني بعد ذلك مرة أخرى.

## روابط خارجية
- نيني مارشال على موقع IMDb (الإنجليزية)
- نيني مارشال على موقع قاعدة بيانات الفيلم (الإنجليزية)